# 남염부주지
남염부주지는 박생이라는 선비가 꿈속에서 염라대왕 또는 염마와 토론한 이야기이다.  김시습의 《금오신화》에 나오는 이야기이다.